# تيموثي أبوت كونراد
تيموثي أبوت كونراد (بالإنجليزية: Timothy Abbott Conrad)‏ هو جيولوجي أمريكي، ولد في 21 يونيو 1803 في ترنتون في الولايات المتحدة، وتوفي بنفس المكان في 9 أغسطس 1877.